# Addison Emery Verrill

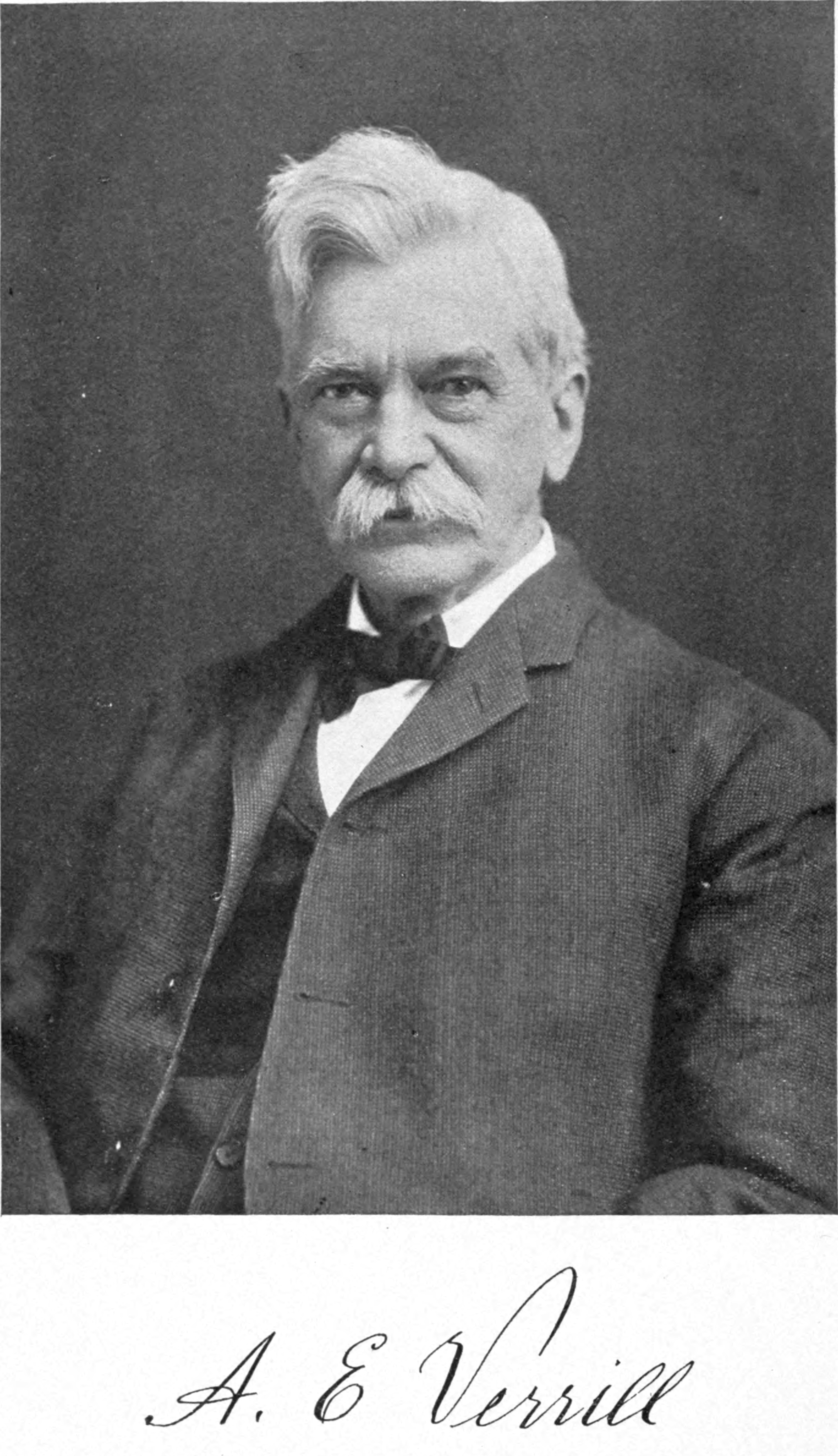
Addison Emery Verrill

Addison Emery Verrill (ur. w 1839 w Greenwood, zm. w 1926 w Santa Barbara) – amerykański zoolog. Był studentem Louisa Agassiza na Uniwersytecie Harvarda. Studia ukończył w 1862, po czym przyjął posadę pierwszego profesora zoologii na Uniwersytecie Yale, gdzie uczył od 1864 do odejścia na emeryturę w 1907.
W latach 1868–1870 wykładał anatomię porównawczą i entomologię na Uniwersytecie Wisconsin w Madison. Od 1860 Verrill badał faunę bezkręgowców wybrzeży Atlantyku, szczególną uwagę poświęcając koralowcom, pierścienicom, jeżowcom i mięczakom i stając się głównym autorytetem w dziedzinie głowonogów, zwłaszcza olbrzymich kałamarnic północnego Atlantyku.
Jego Report upon the Invertebrate Animals of Vineyard Sound (1874), napisany wspólnie z Sidney Irving Smith, stał się standardowym podręcznikiem do zoologii morskiej południowej Nowej Anglii. Jego zbiory zdeponowane zostały w Peabody Museum of Natural History, należącym do Uniwersytetu Yale.
W późniejszym życiu Verrill badał, wraz ze swoimi studentami, geologię i faunę morską Bermudów. Opublikował później The Bermuda Islands (1903, drugie wydanie w 1907).
Verrill opublikował w sumie ponad 350 artykułów i monografii oraz opisał ponad 1000 nowych gatunków zwierząt, z niemal każdej z głównych grup taksonomicznych.
W 1959 Peabody Museum of Natural History ustanowiło Medal Addisona Emery'ego Verrilla (Addison Emery Verrill Medal), który przyznawany jest za zasługi w naukach przyrodniczych.
Jego syn, Alpheus Hyatt Verrill (1871–1954) był amerykańskim archeologiem, odkrywcą, wynalazcą, ilustratorem i autorem.